# Теорія рис
У психології теорія рис (також звана «диспозиційна теорія») — це підхід до вивчення людської особистості. Теоретики рис в першу чергу зацікавлені в вимірюванні рис, які можна визначити як звичні моделі поведінки, мислення та емоцій. Згідно з їхньою точкою зору, риси — це аспекти особистості, які є відносно стабільними в часі, але які відрізняються між людьми (наприклад, одні люди комунікабельні, а інші — не комунікабельні, зате більш аналітичні), риси особистості є відносно послідовними в ситуаціях і саме вони впливають на тип поведінки людини. Риси відрізняються від психічних станів, адже стани є більш тимчасовими характеристиками людини.
У деяких теоріях і системах, риси — це те, що особа може мати або не мати; але в багатьох інших, риси — це такі параметри, як екстраверсія проти інтроверсії, причому кожна особа оцінює десь у діапазоні цього спектра (а не виключно у лівому, чи правому кінці; екстраверсія/інтроверсія). Теорія рис припускає, що певна природна поведінка може надавати особі перевагу на посаді лідера.
Існує два підходи до визначення рис: як внутрішні причинно-наслідкові властивості, або як суто описові підсумки. Внутрішнє причинне визначення стверджує, що риси впливають на нашу поведінку, спонукаючи нас робити речі відповідно до своєї риси. А з іншого боку, риси описуються як описові підсумки наших дій; тобто явище, яке робить висновок про причинність, але не є причиною (поведінки особи або її ставлення).

## Історія
Ґордон Олпорт був піонером у вивченні рис. Його ранні роботи розглядаються як початок сучасного психологічного дослідження такого поняття як «особистість». У своїх роботах «риси» особистості, він називав терміномом «диспозиція». У його баченні «кардинальними» рисами є ті, які «домінують» і «формують» поведінку людини; а саме її керівні пристрасті/одержимості, такі як потреба у грошах, славі тощо. Також він припускав існування «центральних» риси, такі як: чесність; вони є характеристикою, властивою певною мірою кожній людині. Та на останок, «вторинними» він називав ті риси, які можна побачити лише за певних обставин (такі як конкретні симпатії чи антипатії, про які може знати дуже близький друг); ці всі типи рис створюють в його розумінні повну картину людської особистості.
Пізніше було розроблено широкий спектр альтернативних теорій і шкал рис особистостей або характерів, наприклад:
- «Анкетування 16PF»[en] (Реймонд Кеттел)
- «Структура інтелекту» (Джо Гілфорд)
- «Система потреб» Мюррея[en] (Генрі Мюррей)
- «Міжособистісний циркумплекс»[en] (Тімоті Лірі)
- «Індикатор типів Маєрс-Бріггс» (Ізабел Бріґс Майєрс та Карл Густав Юнг)
- «Біопсихологічна теорія особистості» Ґрея[en] (Джеффрі Ґрей[en])

Наразі найбільш популярними є наступні два загальні підходи:
- «Особистісний опитувальник Айзенка»[en] (англ. «EPQ», «трифакторна модель»). За допомогою факторного аналізу Ганс Айзенк припустив, що особистість можна звести до трьох основних рис: нейротизм, екстраверсія та психотизм[en].[6][7]
- «Велика п'ятірка» («п'ятифакторна модель»). Зараз багато психологів вважають, що достатньо п'яти факторів: нейротизм, екстраверсія, відкритість до досвіду[en], привітність і сумлінність.[8][9]